# Donald Sassoon
Donald Sassoon (Il Cairo, 25 novembre 1946) è uno storico, scrittore e saggista britannico, professore emerito di Storia europea comparata alla Queen Mary University of London.

## Biografia
Ebreo nato a Il Cairo, di nazionalità britannica, ha studiato a Parigi, Milano, Londra e negli Stati Uniti. Allievo dello storico Eric Hobsbawm, è stato ricercatore e professore invitato in diverse università e istituzioni, come l'Università di Innsbruck, la Maison des Sciences de l'Homme (Parigi), il Remarque Institute (Università di New York), l'Università del Queensland (Brisbane, Australia), il Boston College e l'Università degli Studi di Trento e l'Università di Padova.
È Literary Editor del Political Quarterly. Ha anche curato il festival di storia di Genova (La Storia in Piazza) dal 2008 al 2017.
Collabora con importanti quotidiani nel mondo, tra cui Il Sole 24 Ore. Profondo conoscitore della realtà politica, culturale ed economica europea, è considerato uno dei maggiori storici contemporanei. Le sue opere sono tradotte in dodici lingue e ha tenuto conferenze in più di trenta paesi. Nel 1997 ha ricevuto il Premio Deutscher per il suo libro One Hundred Years of Socialism.
Ha anche vinto il Premio Alassio Internazionale (per The Culture of the Europeans, 2009), il 2013 Grand Prize  (Korean publishers) (per The Culture of the Europeans), il Premio Napoli Internazionale (2017 alla carriera), il Premio Acqui Storia (2019 alla carriera) e il Premio Altiero Spinelli (‘L’Europa che vogliamo’) dell'Accademia delle Scienze di Bologna (2021) per i suoi lavori sull'Europa. Parla fluentemente il francese e l'italiano.

## Opere
- Togliatti e la via italiana al socialismo. Il PCI dal 1944 al 1964, traduzione di Franco Salvatorelli, Collana Piccola Biblioteca n.394, Torino, Einaudi, 1980, 1997, ISBN 978-88-064-9759-0. - riedito col titolo Togliatti e il partito di massa. Il PCI dal 1944 al 1964, nuova introduzione dell'Autore, Prefazione di Eric J. Hobsbawm,[5] Collana Le Navi n.1, Roma, Castelvecchi, 2014, ISBN 88-682-6256-8.
- Legami pericolosi? Rapporti tra potere politico e televisione in quindici paesi, a cura di D. Sassoon, Collana VQPT, Torino, ERI, 1987, ISBN 978-88-397-0501-3.
- Cento anni di socialismo. La Sinistra nell'Europa occidentale del XX secolo, trad. Elio Venditti e Sergio Minucci, Collana Biblioteca di Storia, Roma, Editori Riuniti, 1997, ISBN 978-88-359-4373-0.
- La Gioconda. L'avventurosa storia del quadro più famoso del mondo, traduzione di A. Palladino, Collana Le Sfere n.10, Roma, Carocci, 2002, ISBN 978-88-430-2355-4.
- Il mistero della Gioconda. La storia di un dipinto attraverso le immagini, ed. illustrata, trad. S. Chierici, Collana Arte portable, Milano, Rizzoli, 2006, ISBN 978-88-170-1107-5.
- La cultura degli Europei. Dal 1800 a oggi (The Culture of the Europeans, 2008), traduzione di Chiara Beria, Monica Bottini, Elisa Faravelli e Natalia Stabilini, Collana Saggi stranieri, Milano, Rizzoli, 2008, ISBN 978-88-170-2599-7.
- Come nasce un dittatore. Le cause del trionfo di Mussolini, trad. L. Clausi, Collana Saggi stranieri, Milano, Rizzoli, 2010, ISBN 978-88-170-4306-9.
- I buoni e i cattivi nella cultura popolare, Torino, Aragno, 2012, ISBN 978-88-841-9589-0.
- Intervista immaginaria con Karl Marx, traduzione di P. Martore, Collana Etcetera n.1, Roma, Castelvecchi, 2014, ISBN 978-88-682-6123-8.
- Quo vadis Europa?, traduzione di L. Clausi, Collana Pamphlet, Roma, Castelvecchi, 2014, ISBN 978-88-682-6178-8.
- Brexit. Buona fortuna, Europa, a cura di Paolo Gervasi, Collana Collassi n.4, Luca Sossella Editore, 2017, ISBN 978-88-973-5656-1.
- L'alba della contemporaneità. La formazione del mondo moderno, 1860-1914, a cura di Daniele Mont D'Arpizio, Prefazione di Carlo Fumian, Padova, Padova University Press, 2019, ISBN 978-88-693-8147-8.
- Sintomi morbosi. Nella nostra storia di ieri i segnali della crisi di oggi, trad. L. Clausi, Collana Saggi, Milano, Garzanti, 2019, ISBN 978-88-116-0646-8.
- Il trionfo ansioso. Storia globale del capitalismo, traduzione di L. Pucca, Collana Saggi, Milano, Garzanti, 2022, ISBN 978-88-116-8981-2.